# Пичинча (станция метро)
«Пичинча» (исп. Pichincha) — станция Линии E метрополитена Буэнос-Айреса.
Станция расположена в городском районе Сан-Кристобаль. Станция Пичинча, как и Линия Е, была открыта 20 июня 1944 года.
Название своё станция получила от улицы Пичинча, на перекрёстке которой с Авенидой Сан-Хуан она и расположена. Улица же получила своё название от провинции Эквадора Пичинча, известной своим одноимённым вулканом. В 1997 году станция была включена в число Национальных исторических памятников.
Как и остальные старые станций Линии E, открытые в 1944 году, станция Пичинча была украшена при участии компании «CHADOPyF», занимавшейся в 1930-е годы строительством линий метро в Буэнос-Айресе. Фреску на этой станции были написаны по эскизу Рафаэля Куэнки Муньоса, она называется «Видения Пичинчи, Эквадор» (исп. Visiones de Pichincha, Ecuador).